# Lullabies of Birdland
Lullabies of birland es el tercer álbum de Ella Fitzgerald publicado en 1955 por la discográfica Decca Records. El álbum incluye canciones grabadas durante la década de 1940 y principios de 1950 a finales, que habían sido publicadas anteriormente en sencillo de 78rpm.

## Canciones
1. "Lullaby of Birdland" (George Shearing, George David Weiss) – 2:51
2. "Rough Ridin'" (Ella Fitzgerald, Hank Jones, Bill Tennyson) – 3:14
3. "Angel Eyes" (Earl Brent, Matt Dennis) – 2:54
4. "Smooth Sailing" (Arnett Cobb) – 3:06
5. "Oh, Lady Be Good!" (George Gershwin, Ira Gershwin) – 3:08
6. "Later" (Tiny Bradshaw, Henry Glover) – 2:32
7. "Ella Hums the Blues (From Pete Kelly's Blues)" (Fitzgerald) – 5:13
8. "How High the Moon" (Nancy Hamilton, Morgan Lewis) – 3:15
9. "Basin Street Blues" (Spencer Williams) – 3:07
10. "Air Mail Special" (Charlie Christian, Benny Goodman, Jimmy Mundy) – 3:02
11. "Flying Home" (Goodman, Lionel Hampton, Sid Robin) – 2:27